# Молодёжный (Павловский район)
Молодёжный — посёлок в Павловском районе Алтайского края. Входит в состав сельского поселения Колыванский сельсовет.

## География
Расположен в 10 км к северо-западу от села Колыванское.

## Население
| 1997 | 1998 | 1999 | 2000 | 2001 | 2002 | 2003 | 2004 | 2005 |
| ---- | ---- | ---- | ---- | ---- | ---- | ---- | ---- | ---- |
| 248  | ↘242 | ↘240 | ↗246 | ↘241 | ↗252 | ↗256 | ↗262 | ↗267 |
| 2006 | 2007 | 2008 | 2009 | 2010 | 2011 | 2012 | 2013 | 2019 |
| ↘264 | ↗267 | ↗275 | ↘266 | ↘236 | ↗238 | ↘237 | ↘229 | ↗249 |

Национальный состав
Согласно результатам переписи 2002 года, в национальной структуре населения русские составляли 76 %.